# Drepanogynis alineta
Drepanogynis alineta là một loài bướm đêm trong họ Geometridae.